# Connect (canción)
«Connect» (コネクト Conekuto?) es el segundo sencillo del dúo musical japonés ClariS. Salió al mercado el 2 de febrero de 2011. La canción principal, "Connect", es conocida por ser el tema de apertura de la serie de anime de 2011 Puella Magi Madoka Magica, que alcanzó una gran popularidad.
Según las listas de Oricon, el sencillo vendió unas 25 000 copias en su primera semana, y quedó en quinta posición dentro del ranking semanal
Hay un total de tres versiones diferentes del sencillo. La versión normal y la limitada contienen una versión instrumental de la canción "Connect", mientras que la versión anime incluye una versión corta de la misma canción, adaptada para el anime. La versión limitada contiene, además, un DVD con el vídeo musical promocional de "Connect".

## Canciones
| #                                 | Canción                                | Letra                      | Composición                | Arreglos                        | Uso                                                    |
| --------------------------------- | -------------------------------------- | -------------------------- | -------------------------- | ------------------------------- | ------------------------------------------------------ |
| 1                                 | Connect (コネクト?) [4:27]             | Sho Watanabe               | Sho Watanabe               | Atsushi Yuasa                   | Tema de apertura del anime "Puella Magi Madoka Magica" |
| 2                                 | Dreamin' [4:33]                        | Toshikazu Kadono (SONISTA) | Toshikazu Kadono (SONISTA) | Takuya Harada, Toshikazu Kadono | Tema del videojuego de PSP "Akiba's Trip"              |
| 3                                 | Kimi to Futari (キミとふたり?)' [4:09] | Carlos K.                  | Carlos K.                  | Carlos K.                       |                                                        |
| Versión normal/limitada           |                                        |                            |                            |                                 |                                                        |
| 4                                 | Connect (Instrumental)                 | -                          | -                          | -                               | -                                                      |
| Versión anime                     |                                        |                            |                            |                                 |                                                        |
| 4                                 | Connect (TV-Mix)                       | -                          | -                          | -                               | -                                                      |
| DVD (Solo en la versión limitada) |                                        |                            |                            |                                 |                                                        |
| Connect (Vídeo musical)           |                                        |                            |                            |                                 |                                                        |

## Certificaciones
- Oro (RIAJ)
  - Por haber vendido más de 100 000 copias.
- Mejor Canción (Newtype Anime Awards 2011)[6]

## Posicionamiento
- Oricon
  - Semanas totales en las listas: 53[7]
  - Posición semanal máxima: 5
  - 200 Sencillos Más Vendidos del 2011: 93[8]
- 17 (Billboard Hot 100)
- 1 (Billboard Hot Animation)

## Recopilaciones en álbumes
| Canción | Incluida en | Tipo             | Fecha               | Notas                  |
| ------- | ----------- | ---------------- | ------------------- | ---------------------- |
| Connect | Birthday    | Álbum de estudio | 11 de abril de 2012 | Primer álbum de ClariS |